# I Don’t Care (песня Apocalyptica)
«I Don’t Care» — песня финской рок-группы Apocalyptica, третий сингл из их альбома Worlds Collide. Был выпущен в 2008 году на лейбле Jive Records. Авторами песни являются Эйкка Топпинен, Макс Мартин и Адам Гонтье, который в то время был вокалистом группы Three Days Grace. Сингл неделю удерживал первую строчку в чарте Billboard Mainstream Rock Tracks, а также достиг второй строчки в чарте Alternative Songs, где более года входил в топ 20.
В 2007 году в интервью датскому интернет журналу Zwaremetalen Эйкка Топпинен так описал эту песню: «Я написал немного текста для „I Don’t Care“. Однако большую часть текста написал Макс Мартин. Песня о фантазии, а не о ком-то конкретном, но я думаю, что каждый может найти в текстах чувство истины».
В 2008 году песня использовалась в 16 эпизоде восьмого сезона сериала «Тайны Смолвиля».

## Позиция в чартах

### Недельные чарты
| Чарт (2008—2009)                             | Наивысшая позиция |
| -------------------------------------------- | ----------------- |
| Канада (Billboard Canadian Hot 100)          | 59                |
| Канада (Billboard Rock)                      | 4                 |
| Финляндия (Suomen virallinen lista)          | 13                |
| США (Billboard Hot 100)                      | 78                |
| США (Billboard Hot Rock & Alternative Songs) | 14                |

### По итогам года
| Чарт (2008)                                 | Позиция |
| ------------------------------------------- | ------- |
| US Alternative Songs (Billboard)            | 26      |
| US Mainstream Rock Songs (Billboard)        | 18      |
| Чарт (2009)                                 | Позиция |
| US Hot Rock & Alternative Songs (Billboard) | 6       |

## Сертификация
| Регион                                                                      | Сертификация | Продажи |
| --------------------------------------------------------------------------- | ------------ | ------- |
| Канада (Music Canada)                                                       | Золотой      | 40 000  |
| Данные о продажах + прослушиваниях приведены только на основе сертификации. |              |         |